# Karl Wilhelm Ferdinand von Funck
Karl Wilhelm Ferdinand von Funck (né le 13 décembre 1761 à Schöppenstedt; † 7 août 1828 à Wurzen) est un général de brigade saxon ayant servi le roi Frédéric-Auguste. Il est l'auteur de « Mémoires », qui couvrent la période des guerres napoléoniennes.

## Biographie

### Origines familiales
Karl Wilhelm Ferdinand von Funck était le fils d'un intendant régional, plus tard devenu conseiller princier : Karl August Funcke. Sa famille, originaire de Suède, s'était établie dans la Principauté de Brunswick-Wolfenbüttel au XVIIe siècle. 
Ses oncles étaient de hauts fonctionnaires, qui se mirent au service, l'un de la Saxe, l'autre de l'empire russe : ils ont été anoblis en 1728 et 1742 respectivement. Karl August Funcke sera à son tour anobli par le roi de Saxe le 9 juillet 1763 comme seigneur des terres de Groitzsch et Teuchern.

### États de service
Le 21 mars 1780, âgé de 19 ans, Ferdinand von Funck s’engage comme lieutenant en second dans le régiment de la Garde de Saxe, sous le nom de Funck, forme première du nom de sa famille : c’est sous ce nom que seront dressés tous ses ordres de promotion. Dès le 25 août 1784, Funck est confirmé au grade de lieutenant, mais en 1787 il démissionne et s’inscrit à l’université de Göttingen. Il y étudie l’histoire et entreprend son premier essai important, une histoire du règne de l’empereur Frédéric II
En 1791, sur la recommandation du comte de Bellegarde, Funck est nommé mestre de camp d’un nouveau régiment de hussards, le futur 19e régiment, et est engagé à ce grade dans la Guerre de la première coalition, de 1794 à 1796. En 1804 il est promu commandant et en 1805 aide de camp du général de Cavalerie von Zezschwitz (de), poste qu'il conserve jusqu'à la Quatrième coalition de 1806 où, blessé, il est fait prisonnier. 
Napoléon le charge d'aller à la cour de Dresde, demander à l'électeur de Saxe de ne pas quitter cette ville. Funck suggère au prince Frédéric-Auguste de rejoindre l'alliance proposée par Napoléon. Impressionné par l'assurance de cet officier, l'Electeur fait de Funck son aide de camp le 27 octobre 1806, puis deux mois plus tard l'élève au grade de lieutenant-colonel, et même de colonel (7 février 1807). Frédéric-Auguste est reconnu comme roi de Saxe par Napoléon. Sa position à la cour permettra à Funck de côtoyer non seulement les généraux de l’État-major impérial et les diplomates, mais Napoléon lui-même.
Le 6 avril 1809, le roi de Saxe l'élève au grade de général de brigade et d'inspecteur de la Cavalerie. Retenu auprès du roi, il ne peut prendre personnellement part à la campagne de 1809. Au terme des combats, Frédéric-Auguste le dépêche à la cour de Schönbrunn pour négocier l'extension du royaume de Saxe aux dépens de la Bohême : ce sera en vain. Funck se consacre ensuite activement à la remonte de l'armée saxonne ; en reconnaissance de ses états de service, il est promu général de division le 20 février 1810, et nommé commandant de la 1re brigade de Cavalerie. 
Il participe en 1812 à la Campagne de Russie en tant que commandant de la 1re division de cavalerie (qui est la 21e division de la Grande Armée). Funck prend le commandement de la division (22e division de la Grande Armée) du général Gutschmit, tué le 7 juin 1812. Il est placé sous le commandement du général Reynier, mais est démis à la suite d'un différend avec son chef. De retour en Saxe, il accompagne le roi dans sa fuite à Plauen, Ratisbonne et Prague, et dans son retour forcé à Dresde. Après la bataille de Leipzig et le renversement d'alliance de la Saxe envers la Coalition, le général Thielmann prend le commandement des armées saxonnes ; Funck est mis d'office à la retraite le 1er janvier 1814 sur intervention du gouvernement russe pour refus de service. Le roi de Saxe revient sur cette décision et l'envoie auprès du quartier général de Wellington. En 1816, il est envoyé en mission diplomatique à Londres.

### Famille et fin de vie
De son premier mariage avec Luise Elisabeth von Unruh († 1797) il avait eu trois fils et deux filles. Tous ses fils moururent prématurément, et seule sa fille Louise-Augustine (22 avril 1789; † 1er décembre 1849) lui survécut : elle épousa un conseiller d'ambassade, le baron Ernst von Blümner (1779–1815).
À sa retraite, von Funck se consacra à ses recherches historiques. Il est reçu docteur honoris causa de l'université de Marbourg. 
Il meurt le 7 août 1828 à Wurzen, âgé de 66 ans.

### Œuvres littéraires
Il publie en 1792 une Histoire de l'empereur Frédéric II et, de 1820 à 1824, le « Tableau du temps des Croisades » (Gemälde aus dem Zeitalter der Kreuzzüge) en quatre tomes. En 1829 il rédige un récit autobiographique de la campagne de 1812 : « Souvenirs des campagnes du corps expéditionnaire saxon du général-comte Reynier » (Erinnerungen aus dem Feldzuge des sächsischen Korps unter dem General Grafen Reynier, Dresde et Leipzig, 1829). De sa retraite de Wurzen, il rédige ses Souvenirs, suites d'anecdotes qui ne suivent pas la chronologie publiés sous différents titres : Charaktere, Sachsen als Königreich. Ils sont conservés dans le fonds de documents légué au roi Albert de Saxe par son neveu, le général de brigade von Witzleben, et sont transférés en 1877 aux archives de Dresde (Hauptstaatsarchiv), à l'exception de trois grands cahiers au format in-folio, qu n'ont rejoint le reste qu'en 1902.